# Lézignan-Corbières
Lézignan-Corbières is een gemeente in het Franse departement Aude (regio Occitanie). De gemeente telde 10.855 inwoners op 1 januari 2022. De plaats maakt deel uit van het arrondissement Narbonne.

## Geschiedenis
De plaats werd al bewoond tijdens het Visigotisch koninkrijk. Na de invasies van de Moren vestigde de bevolking zich in het huidige centrum. Lézignan werd voor het eerst genoemd in 807. Tijdens de Albigenzische Kruistochten werd de stad bezet door de ridders van Simon IV van Montfort. En in 1355 nam het leger van de Engelse Zwarte Prins de stad in. Daarna kreeg de stad een cirkelvormige stadsmuur om haar te beschermen. Lézignan kwam grotendeels ongeschonden de Hugenotenoorlogen door. Wel werd in 1576 het clarissenklooster geplunderd. In 1680 werd het Canal du Midi geopend ten noorden van de stad en in de loop van de 18e eeuw werd het wegennet uitgebouwd. Dit maakte van Lézignan een commercieel centrum en de feitelijke hoofdstad van de streek Corbières. 
Op het einde van de 18e eeuw groeide de stad tot buiten haar stadsmuren. Deze werden na 1817 afgebroken en vervangen door boulevards rond de stad. In de loop van de 19e eeuw maakten olijfbomen en graanvelden plaats voor de monocultuur van wijndruiven. De komst van de spoorweg bevorderde de wijnhandel en het ging de stad economisch voor de wind. Er vestigden zich banken, mutualiteiten en andere instellingen. In de eerste helft van de 20e eeuw werd er een vliegveld aangelegd en in de tweede helft van de 20e eeuw de autosnelweg A61.

## Geografie
De oppervlakte van Lézignan-Corbières bedroeg op 1 januari 2022 37,68 vierkante kilometer; de bevolkingsdichtheid was toen 288,1 inwoners per km².
De gemeente ligt in een vlakte tussen de rivieren de Aude in het noorden en de Orbieu in het zuiden.
De onderstaande kaart toont de ligging van Lézignan-Corbières met de belangrijkste infrastructuur en aangrenzende gemeenten.

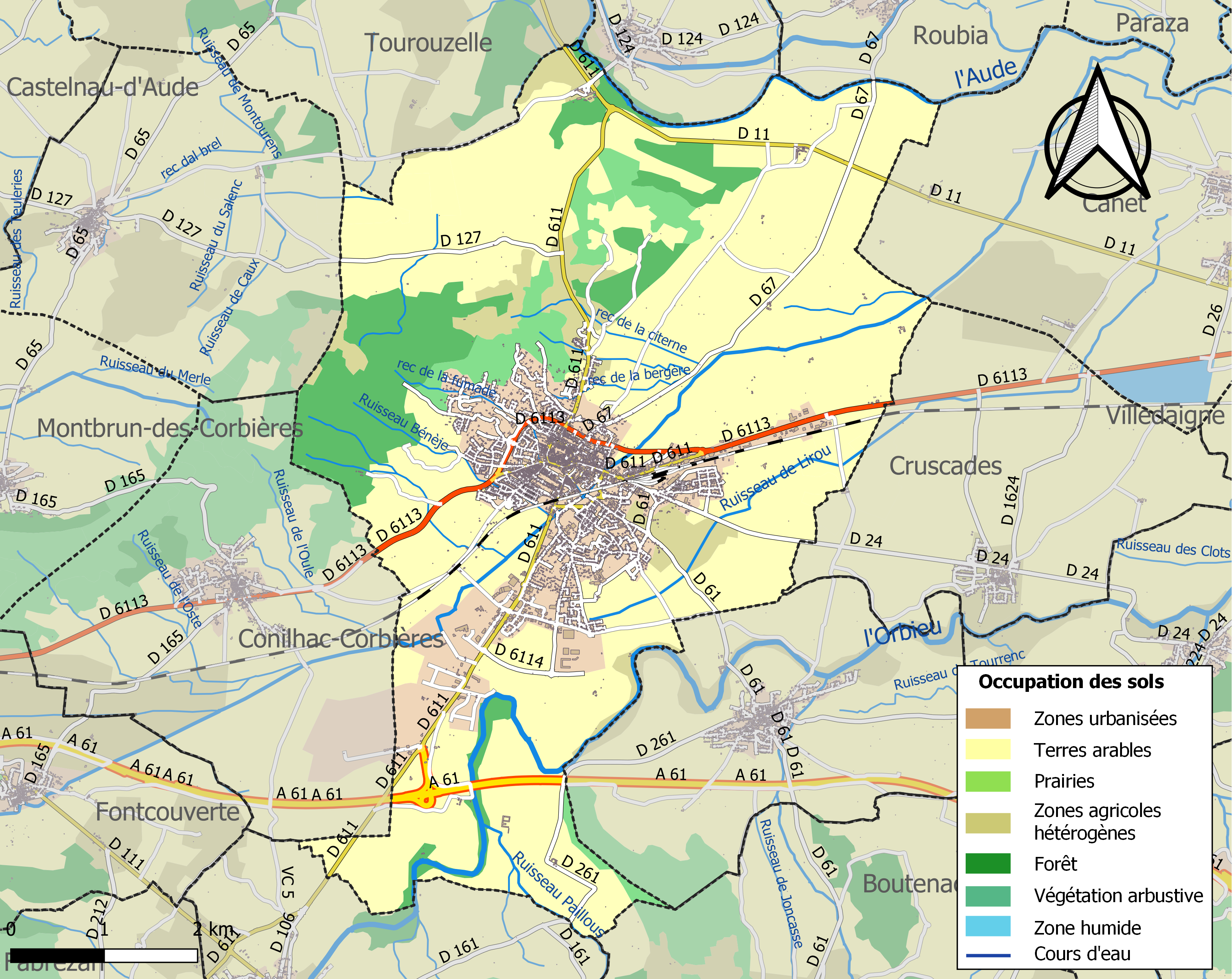

## Verkeer en vervoer
In de gemeente ligt spoorwegstation Lézignan-Corbières.
De autosnelweg A61 loopt door de gemeente.

## Demografie
De bevolking groeide erg snel tijdens de 19e eeuw, van ongeveer 1.000 inwoners voor de Franse Revolutie tot ongeveer 7.000 inwoners in 1900.
Onderstaande figuur toont het verloop van het inwonertal (bron: INSEE-tellingen).

Vanwege een beveiligingsprobleem met de MediaWiki Graph-software is het momenteel niet mogelijk deze grafiek weer te geven. Zodra de software is bijgewerkt zal de grafiek vanzelf weer zichtbaar worden.

## Bezienswaardigheden
- Kerk Saint-Félix, gotische kerk
- Maison Gibert, wijnhuis uit de 19e eeuw

## Geboren
- Joseph Anglade (1868-1930), taalkundige